# Декабристки

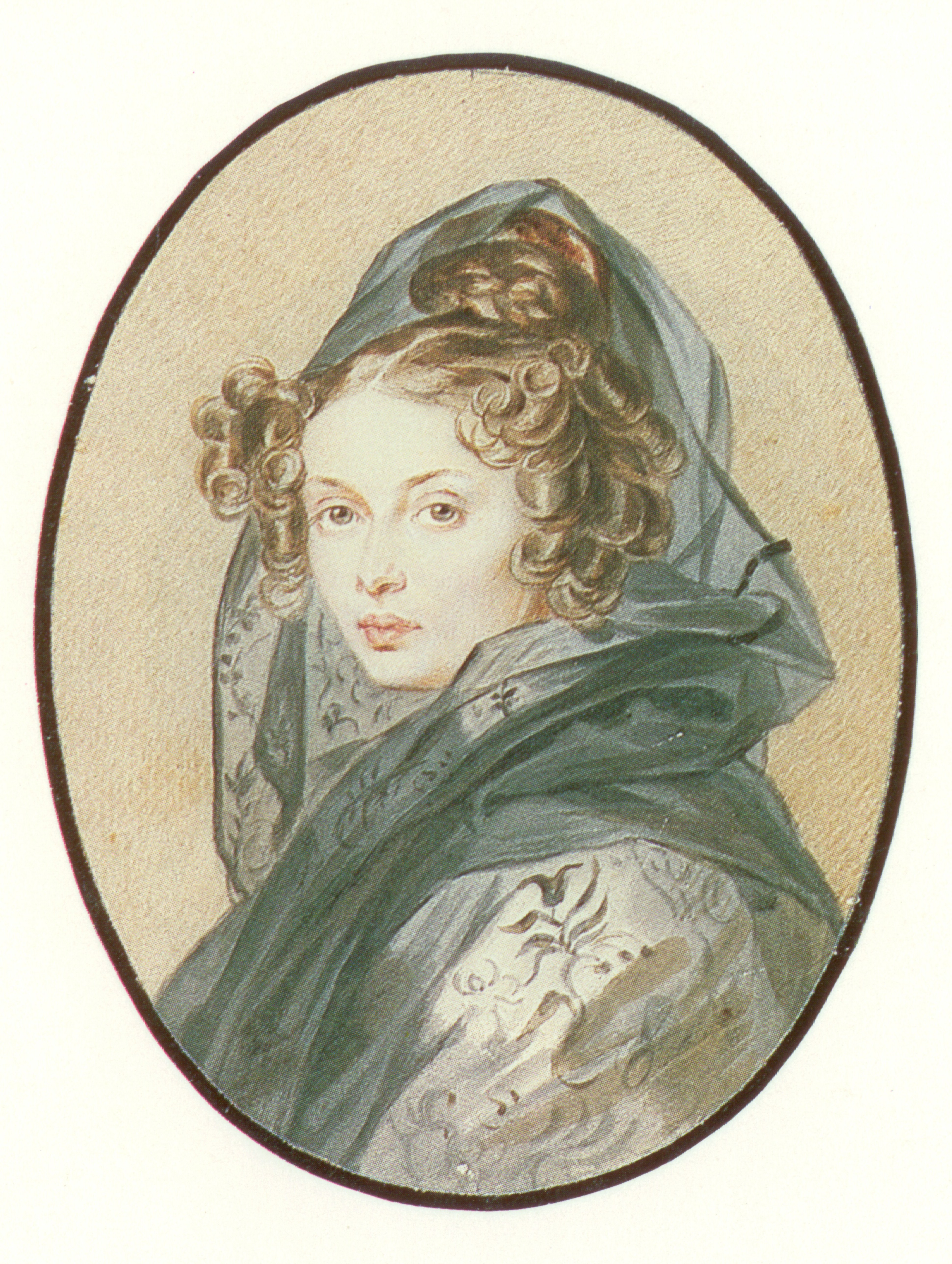
Александра Муравьева

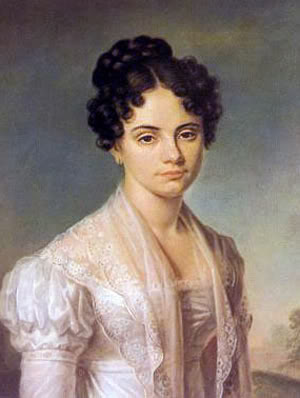
Мария Волконская

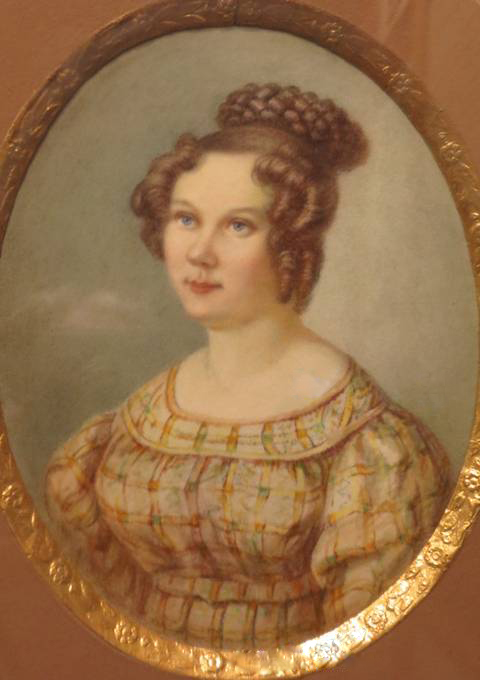
Екатерина Трубецкая

Декабри́стки — жёны, невесты, сёстры, матери осуждённых к каторге декабристов, которые добровольно поехали за ними в Сибирь.

## В добровольном изгнании
Верховный уголовный суд по делу декабристов признал виновными 121 человека, из них 23 были женаты. Все женатые декабристы — офицеры, 15 из них принадлежали к высшему офицерству. Трое имели княжеские титулы (С. Г. Волконский, С. П. Трубецкой, Ф. П. Шаховской), двое — баронские (А. Е. Розен и В. И. Штейнгель). Ряд декабристов были близки к императорскому двору.
После выезда в Сибирь декабристки, как и их мужья, теряли дворянские привилегии и переходили на положение жён каторжан: для них ограничивались права передвижения, переписки, распоряжения своим имуществом. Женам декабристов было запрещено брать с собой детей, а вернуться в Европейскую часть России им не всегда разрешалось даже после смерти мужа.
Преодолев многочисленные препятствия и трудности, первыми (уже в 1827 году) на рудники Забайкалья приехали М. Н. Волконская, А. Г. Муравьёва и Е. И. Трубецкая. В 1828—1831 годах в Петровский завод и в Читу приехали:
- невеста И. А. Анненкова — Полина Гёбль,
- невеста В. П. Ивашева — Камилла Ле Дантю,
- жена В. Л. Давыдова — А. И. Давыдова,
- жена А. В. Ентальцева — А. В. Ентальцева,
- жена М. М. Нарышкина — Е. П. Нарышкина,
- жена А. Е. Розена — А. В. Розен.
- жена М. А. Фонвизина — Н. Д. Фонвизина,
- жена А. П. Юшневского — М. К. Юшневская,
- сестра Н. А. Бестужева — Е. А. Бестужева

Многим из декабристок было отказано выехать в Сибирь к своим родственникам. Так, мать декабристов Бестужевых долго хлопотала о разрешении вместе с дочерьми выехать к сыновьям в Селенгинск, но император Николай I отказал ей. После её смерти в 1844 году разрешение на выезд в Сибирь получили её дочери.

## Память
Жёнам декабристов посвящена поэма Н. А. Некрасова «Русские женщины», которая сначала называлась «Декабристки».
Одиннадцати жёнам декабристов, находившимся в ссылке вместе со своими мужьями, в городе Тобольске в 2008 году в сквере близ исторического Завального кладбища был установлен памятник.
12 сентября 2011 года в Иркутске был открыт памятник жёнам декабристов. 
Судьбе декабристов и декабристок также посвящен художественный фильм 1975 года "Звезда пленительного счастья".